# Mitch Stein
Mitch „Moose“ Stein (* in Akron, Ohio) ist ein US-amerikanischer Jazz-Gitarrist.
Der Sohn einer klassischen Pianistin und eines Jazztrompeters wuchs in New York City auf, wo er Gitarrenunterricht bei Allen Hanlon hatte. Während seiner Collegezeit studierte er klassische Gitarre und nahm beim Aspen Music Festival Kurse bei Oscar Ghiglia und Eliot Fisk. Er studierte dann Jazzmusik bei Rich Boukas und wurde ab 1982 von Brother Jack McDuff gefördert.
Stein war dann Mitglied der Band des Schlagzeugers Victor Jones, wo er mit dem Saxophonisten Alex Foster, dem Vibraphonisten Joe Locke dem, Bassisten Tom Barney auftrat. 1991 lernte er die brasilianische Jazzpianistin und -sängerin  Tânia Maria kennen, mit der er acht Jahre zusammenarbeitete und mehrere Alben aufnahm. Partner waren dabei Musiker wie Don Alias, Anthony Jackson, Steve Gadd, Darryl Jones, Buddy Williams, Ricky Sebastian und Sergio Brandao.
Stein unternahm eine Europatournee mit David Sanborn, trat beim Montreux Jazz Festival auf und arbeitete mit Musikern wie Cyndi Lauper, Jody Watley und Chaka Khan.
1993 gründete er mit Rodney Holmes und Kip Reed die Gruppe The Hermanators. Daneben arbeitete er ab 1996 mit Adam Holzman und der Band Brave New World sowie mit der  Band von Bill Evans. 2000 wurde er Mitglied von Don Alias' All Stars, 2001 Mitglied der Steve Kimock Band. Außerdem nahm er auch mit Karl Latham, Ron Trent, Jeff Rupert, Bernard Lavilliers, Michael Brecker, Mike Stern und Peter Erskine auf.